# Castle Shannon
Castle Shannon es un borough ubicado en el condado de Allegheny en el estado estadounidense de Pensilvania. En el año 2000 tenía una población de 8556 habitantes y una densidad poblacional de 2030.8 personas por km².

## Geografía
Castle Shannon se encuentra ubicado en las coordenadas 40°21′57″N 80°1′11″O / 40.36583, -80.01972.

## Demografía
Según la Oficina del Censo en 2000 los ingresos medios por hogar en la localidad eran de $38 040 y los ingresos medios por familia eran $48 586. Los hombres tenían unos ingresos medios de $33 013 frente a los $27 907 para las mujeres. La renta per cápita para la localidad era de $20 518. Alrededor del 7.7% de la población estaba por debajo del umbral de pobreza.